# Alluaudinella flavicornis
Alluaudinella flavicornis är en tvåvingeart som först beskrevs av Macquart 1855.  Alluaudinella flavicornis ingår i släktet Alluaudinella och familjen husflugor. Inga underarter finns listade i Catalogue of Life.